# 奧斯塔普·謝梅拉克

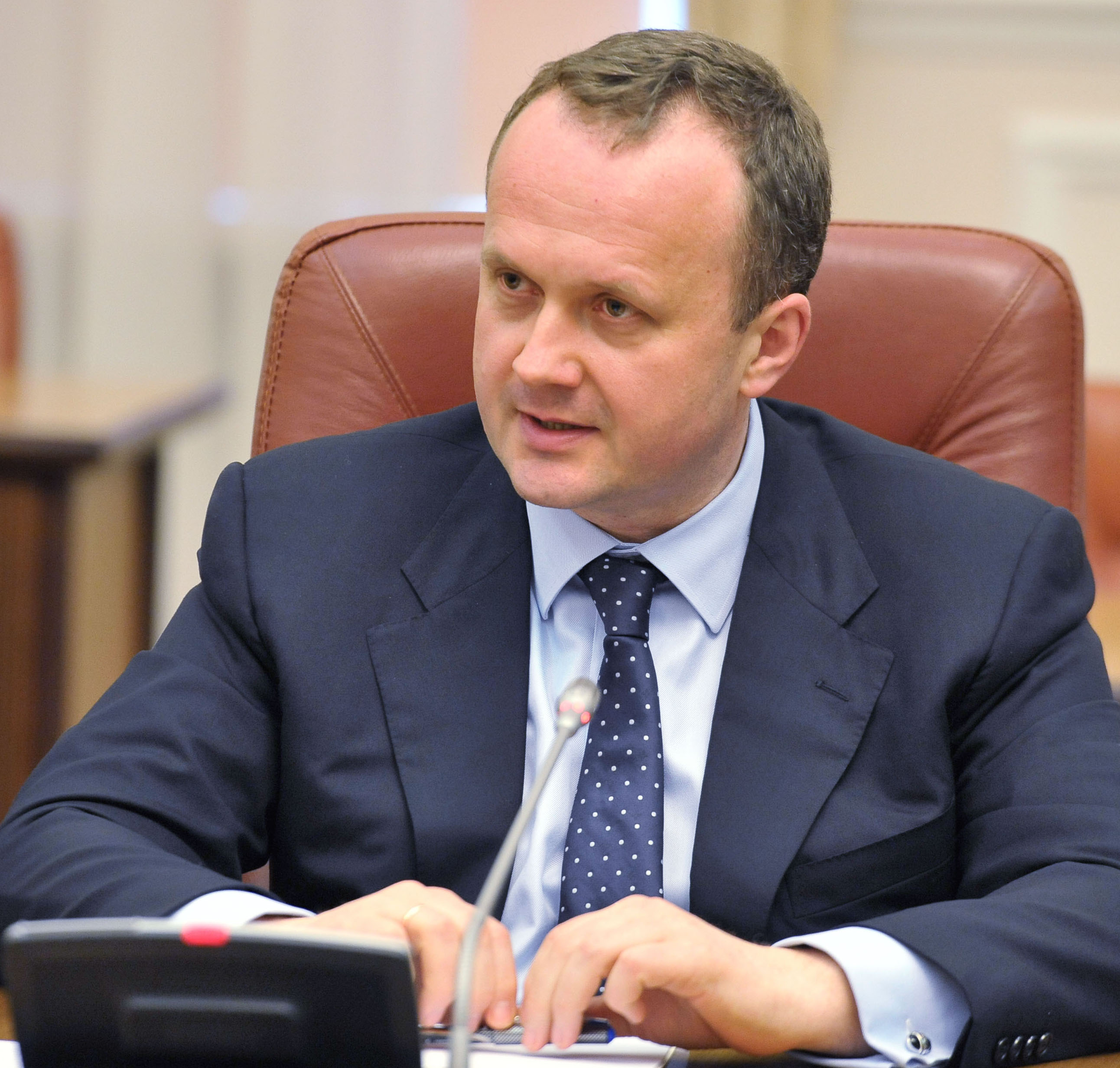
奧斯塔普·謝梅拉克

奧斯塔普·米哈伊洛維奇·謝梅拉克（烏克蘭語：Остап Михайлович Семерак；1972年6月27日—）是烏克蘭的一位政治人物，並且也是烏克蘭國會議員，所屬政黨是人民陣線。他曾在第一次阿爾謝尼·亞采紐克內閣出任部長職務，期間是2014年2月27日至2014年12月2日。謝梅拉克在1989年至1994年在利沃夫大學就讀物理系。1992年至1998年取得了政治科學的碩士學位。謝梅拉克在2014年烏克蘭國會選舉中當選。他已經結婚並有一兒一女。